# Zdeněk Němeček (sochař)
Zdeněk Němeček (16. listopadu 1931 Luže – 18. prosince 1989 Praha) byl český sochař. Člen SČVU. Působil v Praze.

## Život
Narodil se do rodiny zemědělce a tesaře, a to jako třetí syn. Mezi roky 1946 a 1949 se učil v keramickém oboru na kadaňské základní odborné škole. Absolvoval rovněž odborný výcvik v porcelánce společnosti Thun v Klášterci nad Ohří. Němeček zvažoval studium na pražské Akademii výtvarných umění (AVU) a na zlínské Státní uměleckoprůmyslové škole Zdeňka Nejedlého. Ve Zlíně se přijímací zkoušky konaly o asi čtrnáct dní dříve. Němeček u nich uspěl a tamní prostředí se mu natolik zalíbilo, že zkoušky na školu v Praze již ani nezkusil. U přijímaček se navíc seznámil se svou budoucí manželkou Kornelií, tehdy Zajoncovou. Zamilovali se do sebe na konci prvního ročníku a hned ve druhém měli 26. dubna 1952 svatbu. Obřad se konal v objektu školy, v kreslírně, kam tehdy dorazili jejich spolužáci či profesoři a zaměstnanci školy. Svatební hostina se konala v hotelu Moskva.
Zlínská škola, na níž – již manželé – studovali, se roku 1952 přesunula do Uherského Hradiště. Dokončili ji roku 1953, poté se přesunuli do Prahy, kde Němeček studoval AVU a to v ateliéru Jana Laudy a posléze profesora Vincence Makovského. Jeho manželka se přihlásila na Vysokou školu uměleckoprůmyslovou, na obor oděvní návrhářství vedené Hedvikou Vlkovou. 
Roku 1957 se manželům Němečkovým narodila dcera Zuzana. O dva roky později (1959) začíná Němeček působit v ateliéru na pražském Libeňském ostrově, který odkoupil po smrti předchozího majitele, svého učitele Laudy. Nyní v zde sídlí designérské studio Olgoj Chorchoj jeho syna Jana Němečka.
Roku 1963 měl ve Valašském Meziříčí svou první samostatnou výstavu a v témže roce se stal podruhé otcem, když se mu narodí syn Jan. Roku 1970 byla odhalena první socha se sportovní tematikou instalovaná mimo území ČSSR. Stal se jím Brankář umístěný před Aztéckým stadionem v Ciudad de México.
Roku 1981 zemřela Němečkova dcera Zuzana a o osm let později, v závěru roku 1989 skonal Zdeněk Němeček. Jeho manželka Kornelie zemřela v polovině listopadu 2024.
Od mládí byl členem Komunistické strany Československa.
Sochař sportovních a režimních témat, jako protežovaný autor získával státní zakázky na sochařskou výzdobu sportovních stadionů po celém světě (Mexico City, Mnichov, Sapporo, Milán, Moskva, Tallinn, Sarajevo…). Jeho monumentálně modelované sochy na pomezí socialistického realismu a futurismu jsou silně inspirované dílem italského sochaře Giacoma Manzù.
Zemřel 18. prosince 1989 v Praze vlastní rukou.

## Dílo
- Pohraničník. Socha z roku 1965 v Domažlicích, první Němečkova realizace, objednávka místní posádky Pohraniční stráže. Podstavec vytvořil Jan Kaplický. Dostala lidovou přezdívku Golem, kvůli neforemnému vzhledu s masivním tělem a drobnou hlavou. V 90. letech neznámí výtržníci uvolnili šroub a sochu otočili. Po incidentu nechalo vedení města sochu roku 1991 odstranit do areálu městských služeb, kde je uložena dodnes. Podstavec od Jana Kaplického byl ponechán, ale sloupy představující chodské čakany byly později taktéž odstraněny.
- Hokejový brankář před zimním stadionem na Štvanici (1959), odstraněno
- Basketbalista (Soustředění)
- Cyklisti
- Českým loutkářům
- Dívka
- Driblink (Míčový kouzelník)
- Gymnasta před bývalým Domem sportu u vstupu do Františkánské zahrady (odstraněno)
- Hokejista
- Hokejista v pohybu
- Chlapec s míčem
- Olympijská lípa v Libni (1966), z kotev pískařských lodí vylovených z blízkého slepého ramene Vltavy; novější, větší verze byla odhalena na olympijské regatě v Tallinu
- Padlým tiskařům Rudého práva
- Píseň
- Plující zrna
- Pomník valašským rebelům na Vsetíně
- pomníky Julia Fučíka (m.j. v Berlíně 1974)[6]
- Poselství, u Strahovského stadionu v Praze
- prolézačka – Sputnik na dětském hřišti v pražském parku Stromovka (odstraněno)
- Rosa
- Skokanka do vody
- Závod
- Zvítězím

## Galerie

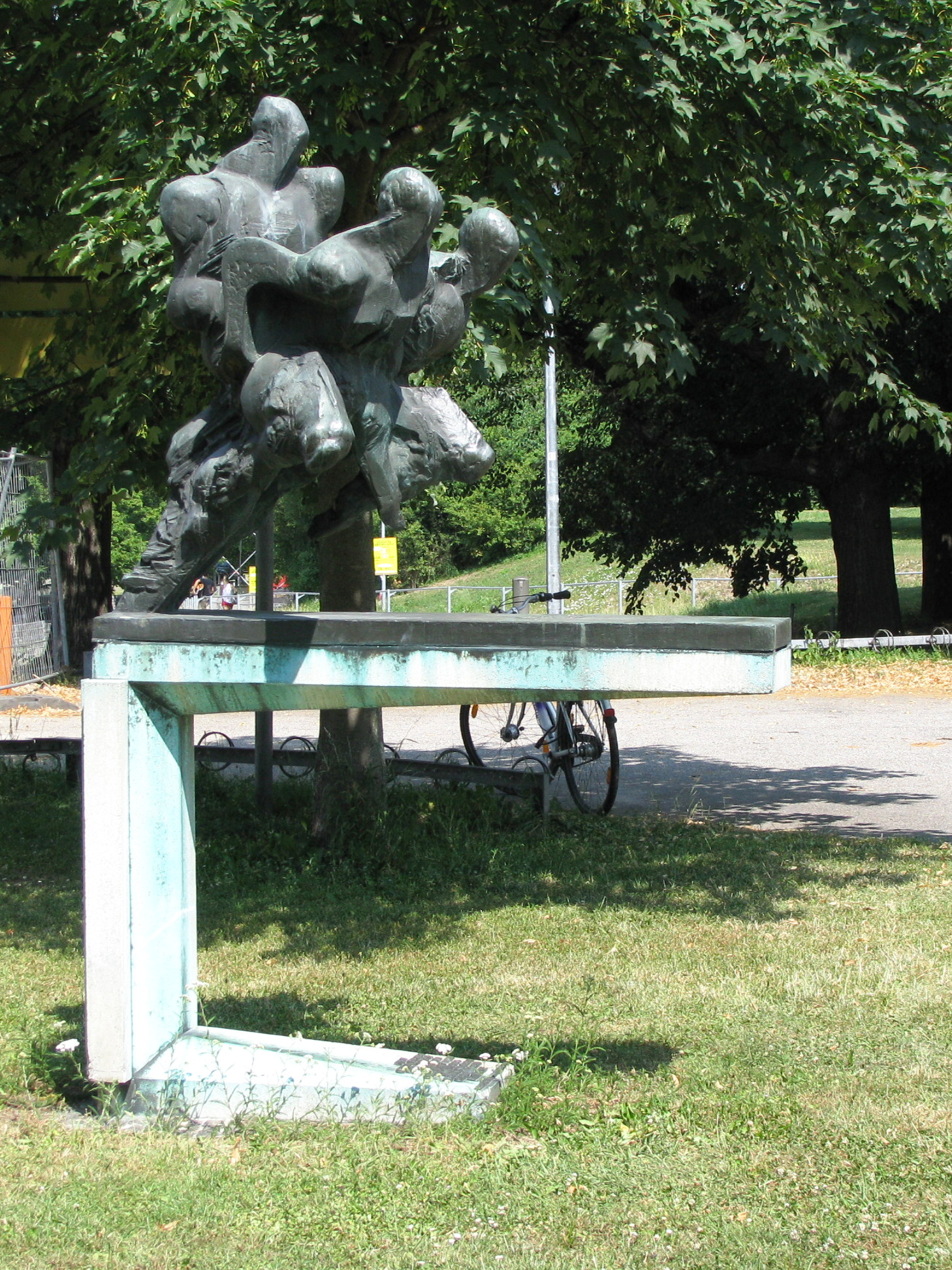
Socha v Olympijském parku v Mnichově
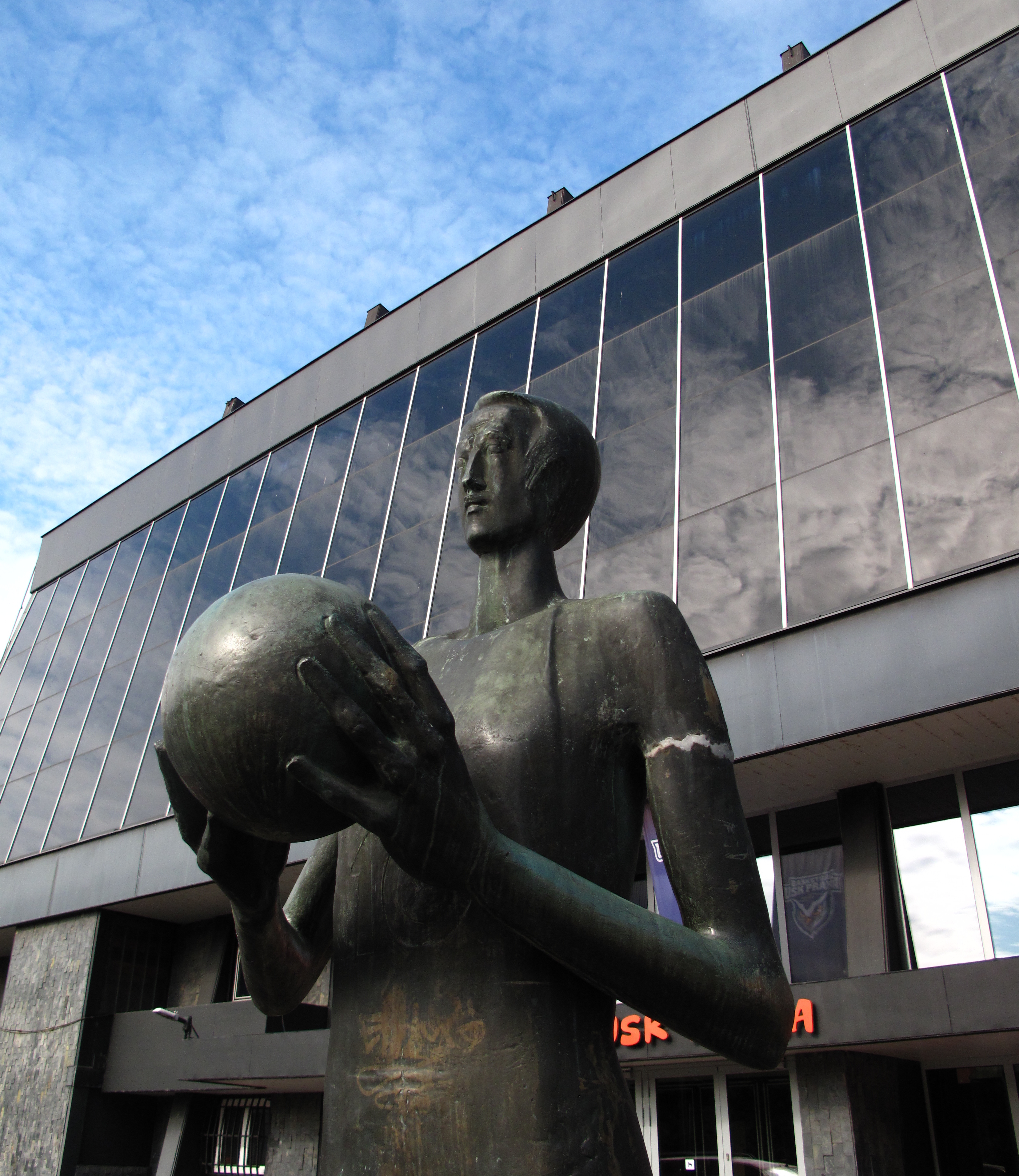
Basketbalista v Praze
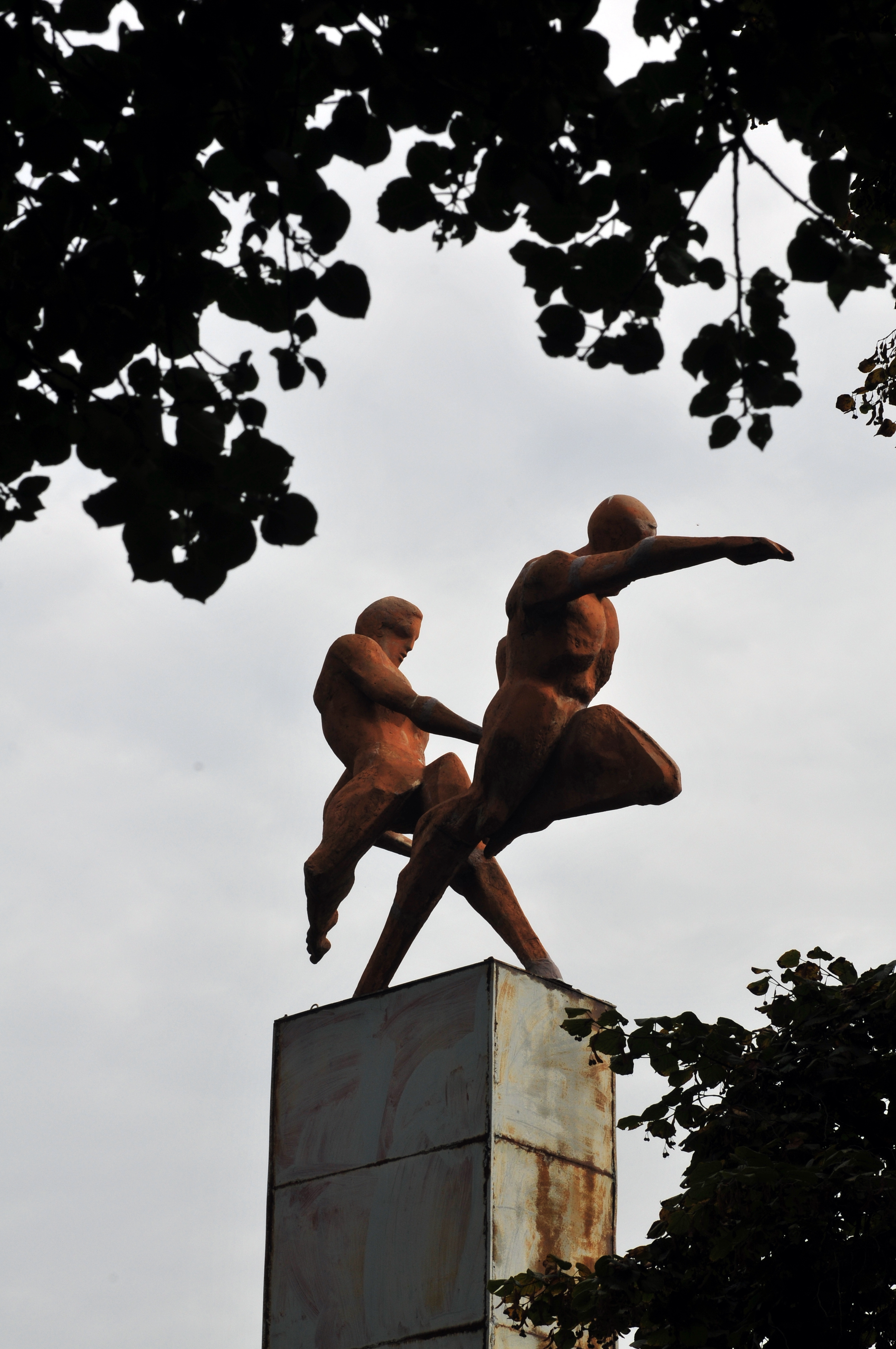
Poselství na Strahově
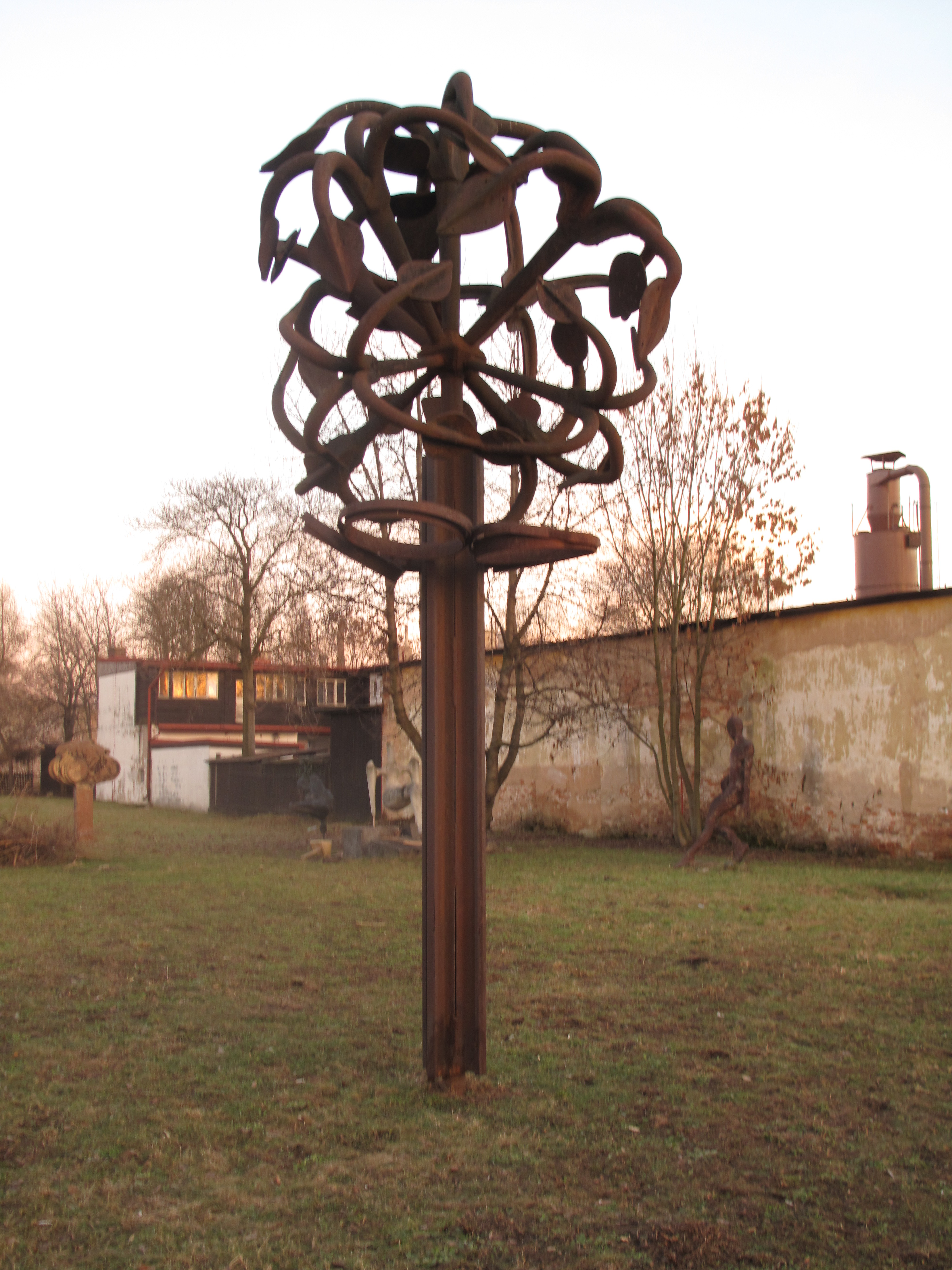
Olympijská lípa v Libni
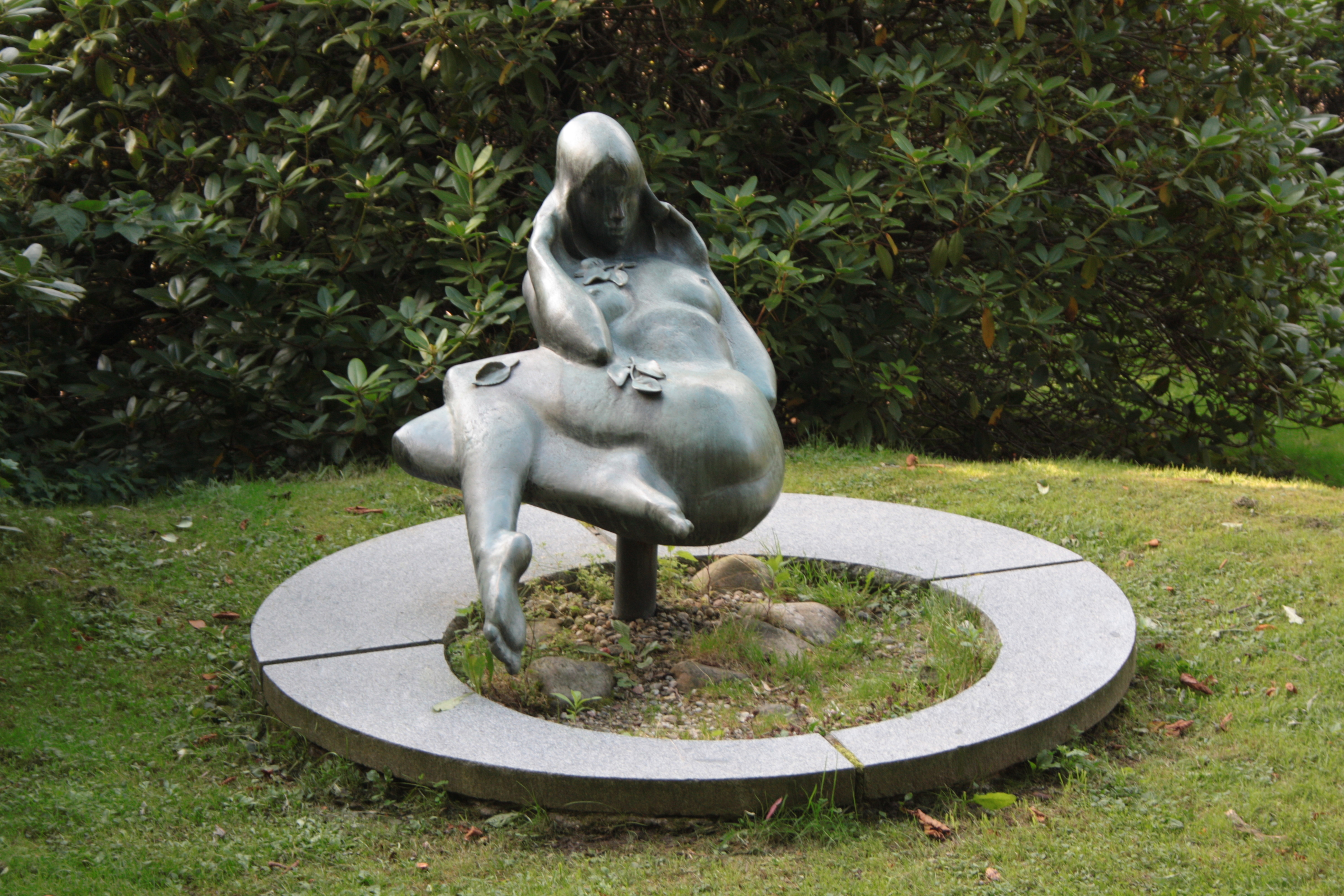
Rosa
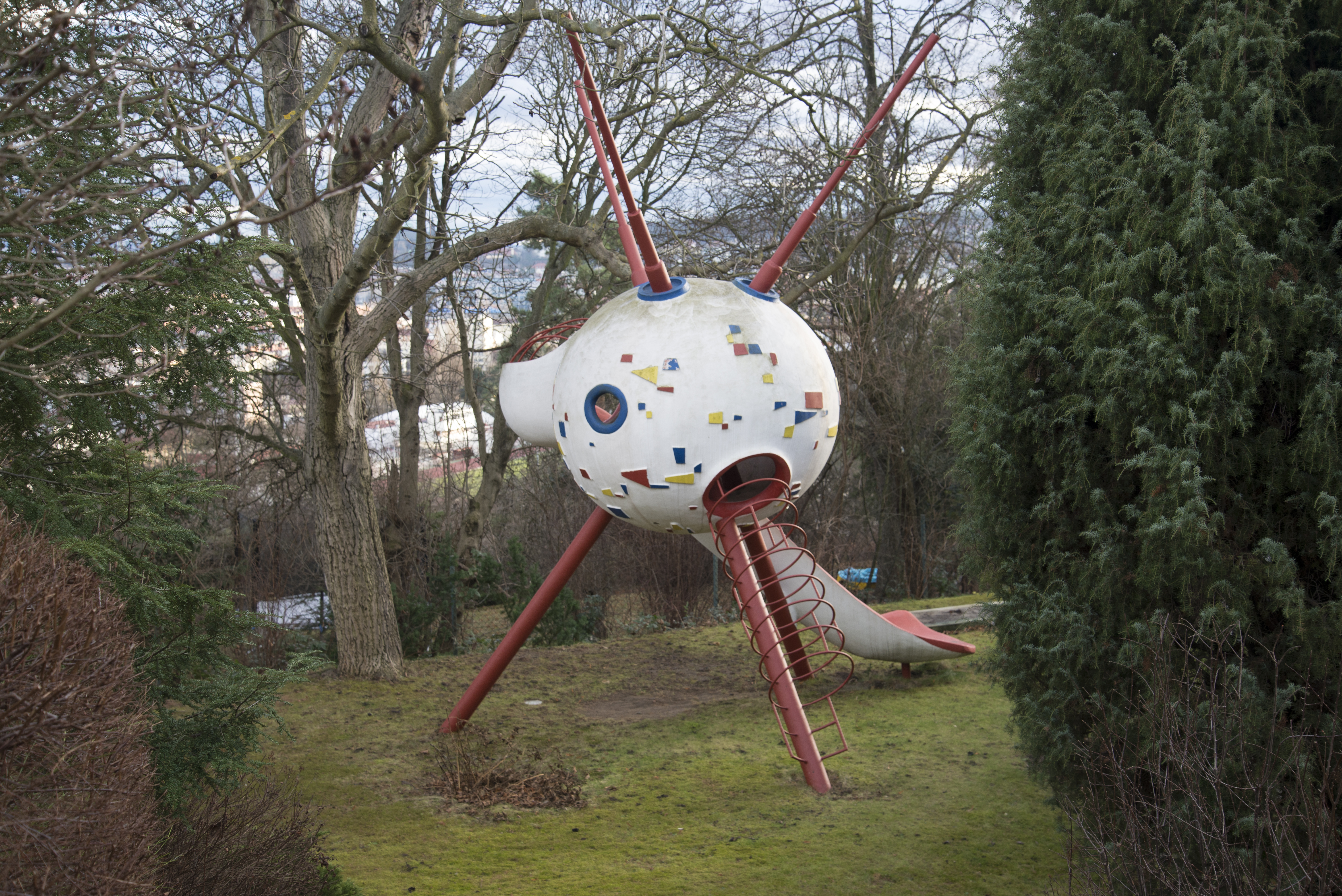
Sputnik ve Stromovce
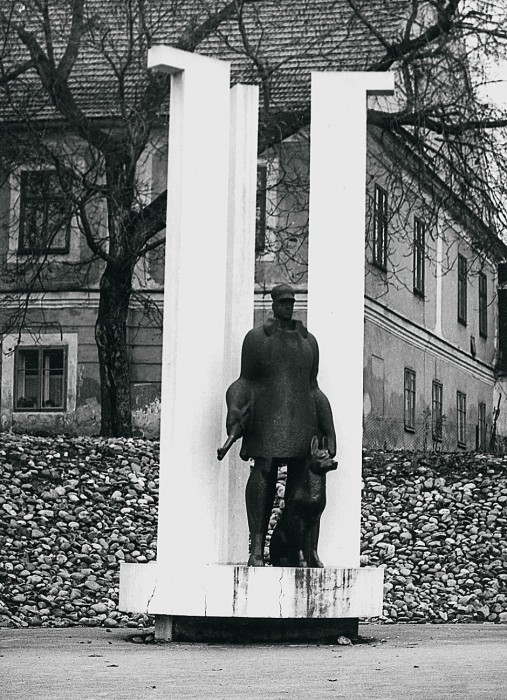
Socha pohraničníka (přezdívaná "Golem") v Domažlicích
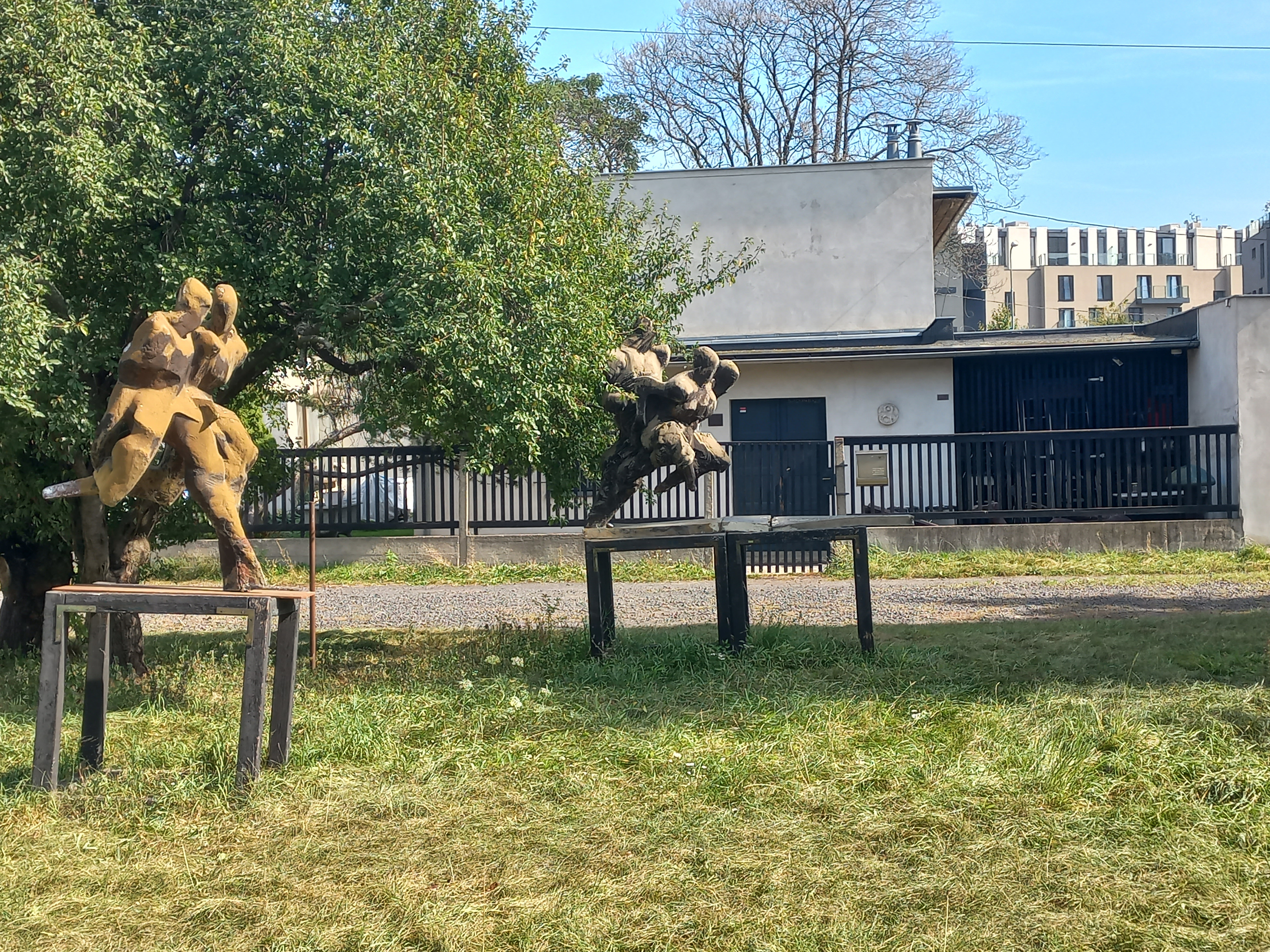
Plastiky Zdeňka Němečka před sídlem Orgoj Chorchoj, Libeňský ostrov (2023)